# Blountstown
Blountstown é a única cidade localizada no estado americano da Flórida, no condado de Calhoun, do qual é sede. Foi incorporada em 1903.

## Geografia
De acordo com o United States Census Bureau, a cidade tem uma área de 8,24 km², onde 8,21 km² estão cobertos por terra e 0,03 km² por água.

### Localidades na vizinhança
O diagrama seguinte representa as localidades num raio de 40 km ao redor de Blountstown. 

## Demografia
Segundo o censo nacional de 2010, a sua população é de 2 514 habitantes e sua densidade populacional é de 306,2 hab/km². É a localidade mais populosa do condado de Calhoun. Possui 1 045 residências, que resulta em uma densidade de 127,3 residências/km².